# Sveriges ambassad i Maputo
Sveriges ambassad i Maputo är Sveriges diplomatiska beskickning i Moçambique, som är belägen i landets huvudstad Maputo. Beskickningen består av en ambassad, ett antal svenskar utsända av Utrikesdepartementet (UD) och lokalanställda. Ambassadör sedan 2020 är Mette Sunnergren. Ambassadören är sidoackrediterad i Swaziland samt i Madagaskar.

## Verksamhet
Ambassaden i Maputo är en integrerad myndighet vilket innebär att ambassaden inte bara bevakar svenska intressen i Moçambique utan även administrerar Sveriges utvecklingssamarbete med landet. Den största delen av ambassadens arbete utgörs av bistånd och Mocambique är ett av de länder som emottager mest bistånd från Sverige. Utöver det är ambassadens uppgifter är "att skapa bästa möjliga förutsättningar för regeringen att genomföra sin politik inom Utrikesdepartementets breda ansvarsområde; att analysera utvecklingen i vår omvärld och formulera handlingsalternativ för utrikespolitiska ställningstaganden och aktiviteter; att främja svenska intressen i utlandet, inom alla samhällssektorer; att planlägga och leda användningen av resurserna för utvecklingssamarbete i enlighet med de biståndspolitiska målen; att svara för riktlinjer, budget och styrning av förvaltningsmyndigheter inom Utrikesdepartementets avsvarsområde."
Ambassaden har inom ramen för detta uppdrag för utrikesrepresentationen: "Att företräda Sverige och upprätthålla dess förbindelser med det land där beskickningen finns eller är sidoackrediterad, i det här fallet Moçambique och Swaziland; att företräda Sverige inom en rad multilaterala organ; att följa utvecklingen på plats inom en rad områden, samt redovisa och analysera skeendena i rapporter till UD,Sida eller andra huvudmän att se till att regeringens beslut verkställs på plats; att bidra till ökad tillväxt och sysselsättning i Sverige genom Sverigefrämjande verksamhet och genom att sprida information om Sverige; att medverka i svenskt internationellt utvecklingssamarbete; att främja Sveriges vetenskapliga och kulturella utbyte med utlandet; att ge konsulär service åt svenskar och en del andra grupper; att hantera pass-, viserings- och tillståndsärenden."

## Beskickningschefer
| Namn                      | Period    | Funktion        | Anmärkning                  |
| ------------------------- | --------- | --------------- | --------------------------- |
| Knut Granstedt            | 1975–1977 | Ambassadör      |                             |
| Lennart Dafgård           | 1977–1980 | Ambassadör      |                             |
| Finn Bergstrand           | 1980–1983 | Ambassadör      | Sidoackrediterad i Mbabane. |
| Bo Kälfors                | 1983–1988 | Ambassadör      | Sidoackrediterad i Mbabane. |
| Lars-Olof Edström         | 1988–1991 | Ambassadör      | Sidoackrediterad i Mbabane. |
| Birgitta Johansson        | 1991–1994 | Ambassadör      | Sidoackrediterad i Mbabane. |
| Helena Ödmark             | 1995–1997 | Ambassadör      | Sidoackrediterad i Mbabane. |
| Erik Åberg                | 1997–2002 | Ambassadör      | Sidoackrediterad i Mbabane. |
| Johan Holmberg            | 2002–2003 | T.f. Ambassadör | Sidoackrediterad i Mbabane. |
| Maj-Inger Klingvall       | 2003–2007 | Ambassadör      | Sidoackrediterad i Mbabane. |
| Torvald Åkesson           | 2007–2011 | Ambassadör      | Sidoackrediterad i Mbabane. |
| Ulla Andrén               | 2011–2014 | Ambassadör      | Sidoackrediterad i Mbabane. |
| Irina Schoulgin Nyoni     | 2014–2017 | Ambassadör      | Sidoackrediterad i Mbabane. |
| Marie Andersson de Frutos | 2017–2020 | Ambassadör      | Sidoackrediterad i Mbabane. |
| Mette Sunnergren          | 2020–     | Ambassadör      | Sidoackrediterad i Mbabane. |